# محيط العواصف
محيط العواصف (باللاتينية: Oceanus Procellarum) هو بحار قمر يتواجد في الحافة الغربية لسطح القمر، وهو بحر القمر الوحيد الذي يسمى بالمحيط ويعتبر أكبر بحر قمر حيث تغطي مساحة 4 ملايين كلم مربع.